# Papež Hadrijan VI.
Hadrijan VI. (rojen kot Adriaan Florenszoon Boeyens; tudi Adriano de Florensz Dedel ali D'Edel), nizozemski rimskokatoliški duhovnik, škof, pedagog, kardinal, teolog, filozof in papež, * 2. marec 1459, Utrecht, † 14. september 1523, Rim.

## Življenjepis

### Papeževa rojstna hiša
| Rojstna hiša (nizozemski izvirnik) | Rojstna hiša (angleški prevod) | Rojstna hiša (slovenski prevod) |
| --- | --- | --- |
| In Utrecht wijst men nog dit huis den vreemdeling aan, En noemt het om zijn naam 't huis van Paus Adriaan, Nog praalt 's mans borstbeeld in den gevel. Min verheven Was 't het stamhuis van dien Paus, een schuitemakers zoon, Zijn naam blijft nog vol lof op duizend tongen zweeven, Kort droeg hij, maar met roem, de pauselijke kroon. | In Utrecht they still show the stranger this house, And calls it the house of pope Adrian, Still his bust stands in its façade, only slightly elevated, It was the birth house of this pope, the son of a boat builder, His name is still proudly spoken by thousands of tongues, Short of time, but with honor, he wore the papal crown. | V Utrechtu še vedno kažejo tujcu to hišo, In pravijo,da je to rojstna hiša papeža Hadrijana, Še vedno stoji njegov doprsni kip na njenem pročelju, le nekoliko dvignjen, To je bila rojstna hiša tega papeža, sina ladjedelca Njegovo ime še vedno ponosno izgovarja na tisoče jezikov, Kratek čas, vendar s častjo, je nosil papeško krono. |

### Mladost in kariera
Adriaan Florenszoon Boeyens – Hadrijan, sin Florensa Boeyensa – se je rodil v Utrechtu v Svetorimskem cesarstvu, danes Nizozemska, dne 2. marca 1459 očetu Florenszu, ki je bil mizar, izurjen v ladjogradnji in materi Geltrudi. Po zgodnji očetovi smrti ga je zaupala mati v vzgojo redovnikom Bratom skupnega življenja, ki so mu navdihnili verski čut in resno razumevanje življenja, ki je postalo temeljna silnica njegovega delovanja. 

Ko je končal osnovno šolanje pri bratih, je vstopil na univerzo v Louvainu 1476, kjer je študiral dve leti modoroslovje in deset let bogoslovje ter cerkveno pravo. Tu je doktoriral 1491 ter postal profesor filozofije na univerzi (1491-1507), kjer je bil rektor 1493 in 1501. Dobil je župnijo Goedereede ter dekanstvo cerkve sv. Petra in Pavla. Med njegovimi izbranimi učenci je bil tudi Erazem Rotterdamski. 
 
V tem obdobju je izšlo več njegovih del: 
- ’’Commentarius in Lib. IV Sententiarum Petri Lombardi’’ (1512),
- ’’Quaestiones quotlibeticae’’ 1515 v Louvainu – sholastične razprave
- ’’In quartum Sententiarum praesertim circa sacramenta’’ 1516 v Parizu - razprava o Cerkvi in zakramentih; izdaje so brez njegove vednosti pripravili študentje po zapiskih predavanj, in so doživela več ponatisov. Odlomke iz tega zadnjega dela so pozneje uporabljali janzenisti v svojih napadih na papeško nezmotljivost. [3]

1605 ga je cesar Maksimilijan izbral za skrbnika svojemu šestletnemu nečaku, bodočemu svetorimskemu cesarju Karlu V., ki mu je privzgojil globoko pobožnost in privrženost katoliški Cerkvi. Hitro je napredoval v cerkvenih službah. 18. avgusta 1516 je postal škof v Tortosi, 1. julija 1517 kardinal-duhovnik katoliške Cerkve, veliki inkvizitor v Španiji, in na svoje veliko presenečenje končno bil v odsotnosti izvoljen za papeža  zaradi svojega prijateljstva s Karlom V., svoje pomembne vloge v Španiji in ne nazadnje zaradi svojega zglednega življenja. 

## Papež
9. januarja 1522 je bil v dolgotrajnem konklavu, ki se je začel že 27. decembra, izvoljen v odsostnosti enoglasno za papeža. Sam položaj je zasedel in bil kronan s tiaro šele 31. avgusta istega leta tako da so se že bali, da misli prenesti papeški sedež v Španijo. 
Grozljivo težke naloge so ga čakale v tej najtežji uri papeštva: zatreti ukoreninjene zlorabe; obnoviti sodišče, ki je uspevalo na podkupovanju in je sovražilo že samo imenovanje reforme; imeti na povodcu mlade in bojaželjne kneze, ki so bili vsak trenutek pripravljeni skočiti si v lase; zajeziti naraščajoči hudournik upora v Nemčiji; rešiti krščanstvo pred Turki, ki so po zavzetju Beograda 1521 zdaj ogrožali že Ogrsko; po padcu Rodosa 1522 so postali Turki gospodarji Sredozemlja – to so bile naloge, ki bi bile prenaporne za samega Herkula, kaj šele za triinšesdesetletnega starca, ki še nikoli ni videl Italije, in je bil prepričan, da ga bodo Rimljani zaničevali kot "barbara". Hadrijan je sprejel odgovornost v poslušnosti Božji volji in se je popolnoma zavedal, da ne bo mogel izpolniti velikih pričakovanj. 
Rimljani, navajeni na razsipno življenje renesančnih papežev, ki so ga bili tudi sami deležni, Hadrijana niso z veseljem sprejeli. Tudi on ni pokazal posebne volje, da bi z njimi našel skupni jezik in znosno sožitje Še večji odpor, pravo sovraštvo, so do njega čutili in izražali podkupljivi uradniki rimske kurije, najhujšega pa umetniki, ki so ostali brez mastnih dohodkov. Kljub temu je dosledno vztrajal pri prenovi kurije in celotne Cerkve.

### Brezuspešen spopad zreformacijo
Ko je 8. maja 1521 cesar Karel V. podpisal Wormski edikt, s katerim so bili Luter in njegovi pristaši izgnani iz države, je bil ta že na varnem v Wartburgu. Ker cesarja naslednjih devet let ni bilo v cesarstvu, se je mogla reformacija neovirano širiti. Prvi je izobčenju kljuboval saški volilni knez Friderik Modri, ki je Lutra navidezno prijel in ga dal pripeljati na Wartburg. Tam ga ni smel videti nihče razen služabnikov, ki sta mu nosila hrano in skrbela za njegovo sobo, dokler mu ni zrasla brada in ni bilo več opaziti tonzure, a imenovali so ga »plemič Jörg«. Vmes je bil nekaj dni skrivaj v Wittenbergu, kjer so njegovi pristaši oskrunili več cerkva, razbili oltarje in kipe svetnikov, uničili svete slike in odpravili mašo. Beg iz samostanov je bil tolikšen, da so morali ukiniti nemško pokrajino avguštinskega reda. Lutra pa se je polastila depresija, mučili so ga dvomi, zdelo se mu je, da ga zalezuje hudič; zato se je 1. marca 1522 rad odzval povabilu in se vrnil v Wittemberg. 
Papež Hadrijan VI. je poslal svojega legata na državni zbor v Nürnberg 22. marca 1522, da bi dosegel izvajanje Wormškega odloka, ki je Lutra izgnal iz cesarstva; obenem je Karel V. želel doseči enoten nastop proti napredovanju Turkov. Stanovi so zadevo zavlačevali, Luter pa ni bil pripravljen na pogovore, ampak je odgovoril z novimi očitki, saj so ga podpirali mogočni »strici iz ozadja« ter je vedno bolj napadal Rimsko Cerkev, tako da je prišlo do končnega preloma. 

Ko je Lutrovo učenje ločilo že velike dele Nemčije od Cerkve, je dal papež na državnem zboru v Nürnbergu 3. januarja 1523 po svojem opolnomočencu javno razglasiti, „da mi vsi priznavamo, da je Bog to preganjanje Cerkve dopustil zaradi grehov ljudi, zlasti pa duhovnikov in prelatov.”
Znano je bilo njegovo odklonilno mnenje glede razmer na renesančnem italijanskem papeškem dvoru, ki ga je dal tudi Nemcem slišati: »Greh je postal tako vsakdanja in sama po sebi umevna stvar, da tisti, ki so bili z njim omadeževani, sploh niso več občutili njegovega smradu.« Globoko se je zavedal napak in zlorab, ki so se v Cerkvi postopno kopičile in veliko pripomogle k izbruhu protestantske reformacije. Na državnem zboru je torej po svojem poslancu Chieregatiju izrekel »mea culpa« za vso Cerkev: »Iskreno priznavamo, da je Bog dopustil Cerkvi to preizkušnjo zaradi grehov ljudi, še posebej duhovnikov in prelatov. Ni čudno, če se je bolezen iz glave razširila v ude. Kar zadeva nas, je potrebno, da se mi, ki smo zlo povzročili, sami prenovimo, da bi tako od tod, od koder se je zlo širilo, odslej izhajalo ozdravljenje in prenova.« To iskreno kesanje pa je prišlo prepozno; reformatorjem je celo poslužilo za napad, saj se je Luter na papeževo dobro voljo požvižgal. Na to priznanje krivde je odgovoril s posmehljivim spisom, s katerim je papeža Hadrijana VI. imenoval papeža osla (Papstesel), iz katerega govori satan, ker je obenem zahteval izvajanje Wormskega odloka. Nemški deželni stanovi so papežu odgovorili, da bi bilo izvajanje ukrepov zoper novoverce enako državljanski vojni in niso ničesar ukrenili. 

Ko se je torej papežev legat pojavil pred zborom, je zahteval ukrepe zoper Lutrovo herezijo, obenem pa izjavil, da je slabega stanja v Cerkvi kriva neurejenost klera, kakor tudi slab zgled nekaterih papežev. Papež je torej jasno izrazil potrebo po cerkveni obnovi in je obljubil, da bo napravil v tej smeri vse, kar bo v njegovi moči. Z legatovim izvajanjem sta bili vendarle nezadovoljni obe strane: papeška, ker je papež izpovedal hud položaj Cerkve in obsojal svoje prednike; reformatorji pa so se norčevali iz papeževe obljube, da bo uvedel prenovo. 
Tudi v Rimu so Hadrijanovi klici naleteli na gluha ušesa: resnih sodelavcev za prenovo skorajda ni našel. V Rim je poklical zato Giana Pietra Carafa, bodočega papeža Pavla IV., da bi popravil disciplino in nravno življenje klerikov. Glede delitve nadarbin je bil zelo strog in jo je hudo omejil. Tistim, ki so se nad tem pritoževali, je imel navado dejati: »Papež mora krasiti cerkve s prelati in ne prelatov s cerkvami.« 

Svoje dušnopastirske skrbi je posvečal Švici, Skandinaviji, Poljski in Madžarski, pa je spet doživljal razočaranja. Sodobniki niso dojeli njegovih namenov, njegova prizadevanja so prezirali in zavračali. Kljub temu, da ni dosegel želenih uspehov, mu gre priznanje tako zaradi njegovega neoporečnega in zglednega življenja kot tudi zaradi resnih prizadevanj za prenovo Cerkve. :

## Smrt in spomin

### Smrt
Že tako šibko Hadrijanovo zdravje zaradi rimskega podnebja in napornega dela se mu je začelo slabšati v začetku avgusta; proti sredi meseca se mu je dozdevno izboljšalo, tako da se je papež lahko vrnil maševat in sprejemat v avdienco. Na začetku septembra pa so prispele novice o vojni v Lombardiji, a v Vatikan se je zatekel poraženi predstojnik ivanovcev z Rodosa, Villiers de l'Isle Adam, živa priča turških grozodejstev in groženj. Hadrijan je zopet zbolel; 9. septembra se mu je poslabšalo; 10. septembra je zbral kardinale v svoji sobi, da jim je v konzistoriju sporočil imenovanje za kardinala Enkevoirta. 
Umrl je 14. septembra 1523 v Rimu (Papeška država, danes Italija), in sicer za mrzlico. . 

Začasno so ga pokopali v novi Baziliki sv. Petra, v kapeli sv. Andreja, med grobnicama Pija II. in Pija III. z značilnim napisom: 
| Latinsko besedilo 1                                                                | Italijanski prevod                                                                                            | Slovenski prevod                                                                                     |
| ---------------------------------------------------------------------------------- | --- | --- |
| »Adrianus VI hic situs est, qui nihil sibi infelicius in vita quam quod imperare.« | »Qui giace Adriano VI che ebbe la più grande disgrazia (ali: la maggiore delle sventure), quella di regnare.« | »Tukaj počiva Hadrijan VI., ki je imel največjo nesrečo (ali: najhujšo smolo), da je moral vladati.« |

Zbadljivka »pasquinata« mu ni ostala dolžna; zamerila mu je nasprotovanju razkošnim zabavam in norčijam s porogljivim izrekom:  
| Latinsko besedilo 2            | Italijanski prevod                | Slovenski prevod                        |
| ------------------------------ | --------------------------------- | --------------------------------------- |
| »Hic jacet impius inter Pios.« | »Qui giace un non pio tra i Pii.« | »Tukaj počiva brezbožni med Pobožnima.« |

1533 je dal njegov prijatelj kardinal Wilheim Enkenvoert – edini, ki mu je na smrtni postelji podelil to čast – prenesti njegove ostanke v nemško narodno cerkev v Rimu S. Maria dell' anima. Na sarkofag so v vklesali napis, ki je še povednejši od prejšnjega:
| Latinsko besedilo 3                                                              | Italijanski prevod                                                                   | Slovenski prevod                                                          |
| -------------------------------------------------------------------------------- | ------------------------------------------------------------------------------------ | ------------------------------------------------------------------------- |
| »Proh dolor! Quantum refert in quae tempora vel optimi cuiusque virtus incidat!« | »Oh! Quanto importa in qual tempo cada anche l'attivitá dell ottimo fra gli uomini!« | »Oh! Kaka smola, da je v tak čas padlo delovanje najboljšega med ljudmi!« |

Od Hadrijana VI. do Janeza Pavla II. ni bilo nobenega neitalijanskega papeža, do Benedikta XVI. pa nobenega nemškega papeža več.

### Spomin
- Papež Hadrijan igra vlogo v Marlowovi gledališki igri The Tragical History of Doctor Faustus, ki je izšla 1604.
- Italijanski pisatelj Luigi Malerba je uporabil zmedo med voditelji katoliške Cerkve, ki je nastala ob Hadrijanovi nepričakovani izvolitvi, kot ozadje za svojo novelo Le maschere (Krinke - 1995), o boju med rimskimi kardinali za donosne cerkvene službe.

V epizodi ameriške TV nadaljevanke Law & Order, naslovljeni Divorce, meni brezdomec, da je on papež Hadrijan VI..

### Ocena
- Prepozno je prispel na papeški sedež, da bi lahko zavrnil novotarije; a umrl je prezgodaj, da bi se z njimi spopadel. Mnogi sodobniki in zadobniki so ga gledali po strani in zaničevali. Priznanje pa si zasluži njegovo neoporečno življenje in njegovi visoki vzori. [16]
- Hadrijan se je spopadel s svojim časom, ali ker je to bilo neizogibno, ali zaradi stroge miselnosti, ali zato, ker mu je manjkala sposobnost, da bi si prisvojil druge omike, podnebja in načine življenja; ali morda preprosto zato, ker se ni znal izogniti težavam, ki so bile drugotnega pomena. [17]
- Papež je imel veliko sovražnikov in spotikali so se ob vsako njegovo dejanje: »Ker je za pomoč Madžarski in Rodosu izpraznil blagajno, so ga imenovali razsipneža; ker ni toliko prispeval za umetnost kot njegov prednik, so ga imenovali barbara; ker je začel obnovo pri omejitvi tekočih stroškov kardinalov, so ga pustili na cedilu. Rimljani so zasovražili papeža, ki ga lahko imenujemo najboljšega; njega so dolžili za vse hudine, ki pa so se pojavile vsaj med vladanjem Borgijevcev, če ne že prej.«

- Skoz njegov kratek pontifikat se je vlekla veriga nesreč in neuspehov. Toda ti niso izhajali po njegovi krivdi, ampak zaradi nenaklonjenih časov. Zato je treba prisoditi zadnjemu nemškemu papežu pravično zgodovinsko ovrednotenje in sicer ne z vidika uspešnosti; ceniti ga je treba po plemenitosti njegovega mišljenja, po jasnosti njegove volje, po čistosti njegovih namenov in po njegovi izredni zvestobi svojim dolžnostim. [19]